# 종로타워
종로타워(영어: Jongno Tower)는 대한민국 서울특별시 종로구 종로2가에 위치한 사무용 빌딩이다. 종로1가 사거리의 동북측, 보신각의 맞은편에 자리하고 있으며 그 부지는 조선 시대에 운종가와 광통교가 보신각을 기준으로 교차하는 옛 시전행랑의 중심이었을 뿐만 아니라 일제 시대 화신백화점의 터이기도 하다.
삼성생명보험주식회사 외 1인이 발주하여 주식회사 삼우종합건축사사무소가 설계 및 공사감리하였고, 삼성물산주식회사가 공사시공 및 현장관리하였다.
지상 33층, 133m 높이의 랜드마크 타워는 종로의 랜드마크로 불리며 20세기에 지어졌다고 한다.

## 역사
1987년 2월 4일 허가를 받아 1988년 4월 30일 착공하였고, 1999년 9월 2일 사용승인 받았다.
완공된 이래 서울의 랜드마크 역할을 유감없이 발휘해 온 종로타워다. 2002년 10월까지 국세청이 이곳에 입주해 있었기 때문에 ‘국세청 빌딩’으로도 불리는 종로타워는 2000년 제18회 서울시 건축상 준공건물 부문 금상을 차지했고, 야간 경관 조명 부문에서도 은상을 차지하는 등 서울의 ‘명물 중 명물’이다. 2007년 캔들 나이트로 불이 꺼졌다.

## 특징

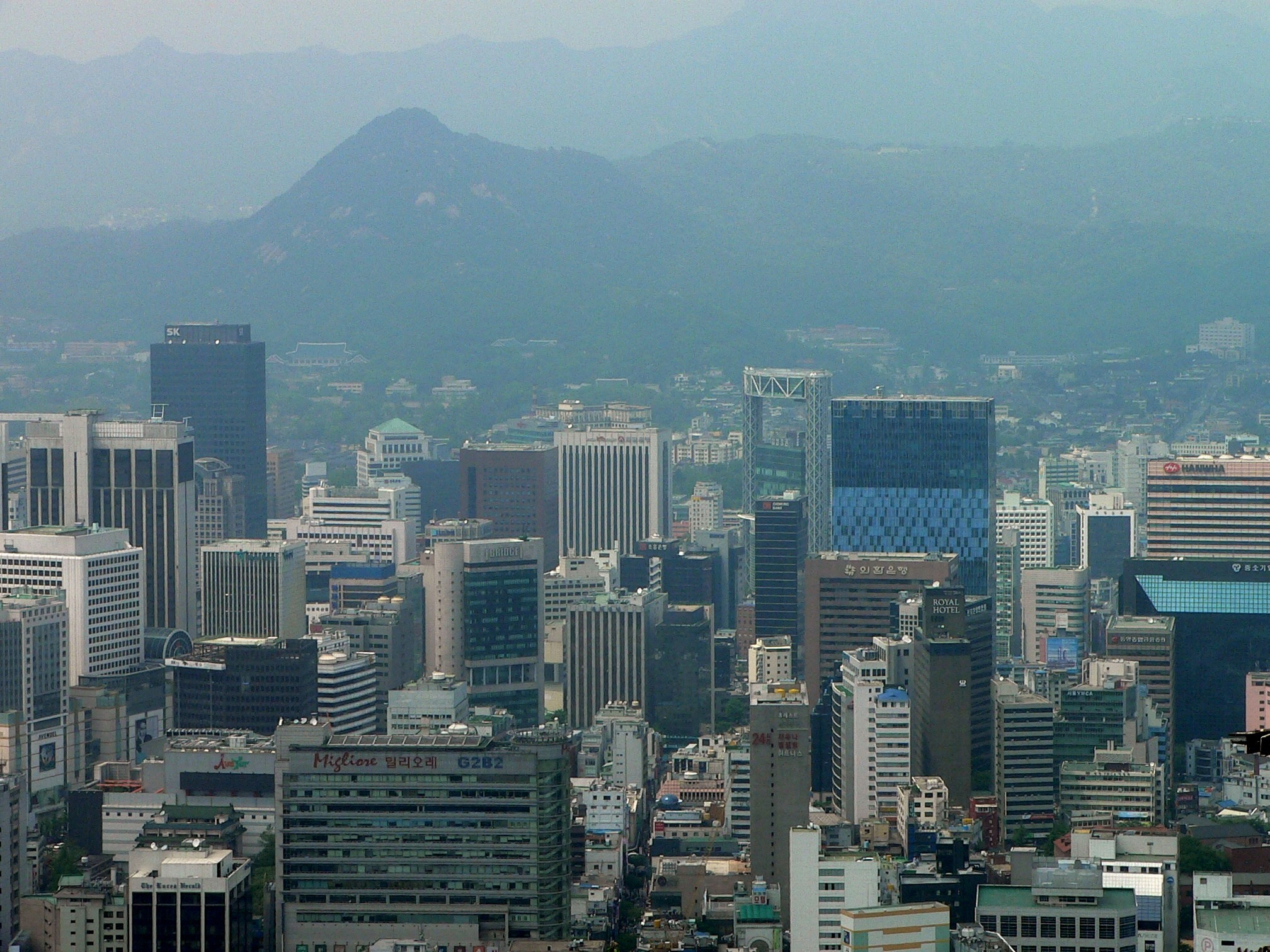
종로타워는 서울 도심의 중심부에 위치하고 있다.

3개의 기둥이 비행접시를 떠 받들고 있는 듯한 특이한 모양의 빌딩이다. 이 빌딩의 압권은 무엇보다 비행접시 모양으로 지상에서 134m 상공에 떠 있는 33층 사무실이다. 길이 64m, 높이 11.5m, 폭 40m, 전체 무게 4,300t에 이르는 철골 구조물이다. 최상층 높이 132m, 승강기 대수 8대.

### 외관 특징
혁신적인 상층부와 하층부의 분리는 건설 당시 청와대의 요청에 의한 것이다. 고도제한 해금의 대안으로 공군 작전용 공중통로가 요구되었는데, 이를 위하여 건설사인 삼성건설은 당초 계획을 백지화하고 새로운 설계를 도입하였다.

### 유리 커튼월 시스템
유리 커튼월 시스템(Glass Curtain Wall System)은 전면부의 커튼월은 스트럭처 글라스 월 시스템(Structural Glass Wall System)인 D.P.G(Dot Point Glazing) 방식의 일종으로 풍하중에 의한 수평력이 리브 글라스(Rib Glass)를 통해 구조체에 전달되도록 하여 커튼월의 구조적인 문제를 해결함과 동시에 시각적인 투명성을 극대화시키기 위해 적용한 시스템이다.
특히 30mm 투명접합유리로 된 저층부의 수평 블레이드(Blade)는 구조재 역할과 동시에 세라믹 플릿(Ceramic Frit)으로 처리되어 남서향의 직사광선을 부분적으로 막아주는 차양역할도 하고 있다.
또한 11층의 크라운형 브라켓은 장식적 효과뿐만 아니라 하부층 유리 커튼월의 연직하중을 부담하는 구조적 역할을 겸하고 있는 스테인리스 스틸 로드(Stainless Steel Rod)를 통해 그 하중이 토션 빔(Torsion Beam)과 연결된 브라켓에 전달되도록 하였다.

## 내부 시설
33층에는 공유사무실이 있고 예전에는 국세청이 독점하였으나 이후에는 삼성의 금융자회사 및 식당가가 있었다. 이 때문에 일부에서는 23층과 공유사무실 사이에는 아무 층도 없기 때문에 원칙대로 따지면 공유사무실은 33층이 아니라 24층이라고도 한다. 또한, 33층에 위치했던 고급 식당인 탑클라우드 33은 건물 임대차계약 만료로 2018년 5월 13일에 영업을 종료했으며 9월부터는 공유사무실로 사용되고 있다.
2017년 12월 20일에 오픈한 스타벅스 더종로점은 1층, 2층에 있으며 총 332평(1층 52평, 2층 280평)이다.
| 층수       | 용도                                                                                                |
| ---------- | --------------------------------------------------------------------------------------------------- |
| 33층       | 공유사무실 (구 탑클라우드)                                                                          |
| 3층 ~ 32층 | 오피스                                                                                              |
| 2층        | 스타벅스                                                                                            |
| 1층        | 로비, 앙스모멍 종로타워점, 스타벅스                                                                 |
| 지하 1층   | 애슐리 종각역점, 윤스퍼퓸&윤포장, 크리미티 종로타워점                                               |
| 지하 2층   | 지하주차장, 아이샵안경콘텍트, 종로서적, 도쿄스테이크 종로타워점, 바비레드 종로, 까사밍고 종로타워점 |

## 사고
2016년 7월 20일 오전 10시 34분께 종로타워에서 원인모를 화재가 발생하여 시커먼 연기가 가득했고 소방차 30대, 인력 70명 정도가 출동해 오전 10시 50분께 화재가 일어난 종로타워 건물은 33m2정도가 불에 그을리면서 약 55만원의 재산피해가 발생하였다. 인명피해는 특별히 없는 것으로 드러났다.

## 대중문화
- 심시티 5와 스타크래프트 II: 자유의 날개의 맵인 금속도시에 나온다.
- 이터널시티에서도 종로의 국세청 건물로 등장한다. 패러렐시스템이 위치하고 있어 상당히 중요한 건물. 만화가인 키무라 아스카는 '로봇으로 변신할 듯한 건물' 이라 극찬했다.
- 태국 영화인 헬로 스트레인저에 나온다.
- 크리미널 마인드: 국제범죄수사팀의 시즌2 4회에 나온다.
- 프랑스 영화인 #아이엠히어에 나온다.

## 평가
2013년 동아일보와 건축전문잡지 SPACE가 건축가 100명을 조사한 해방이후 최악의 건물들 랭킹 3위에 올랐다.

## 갤러리

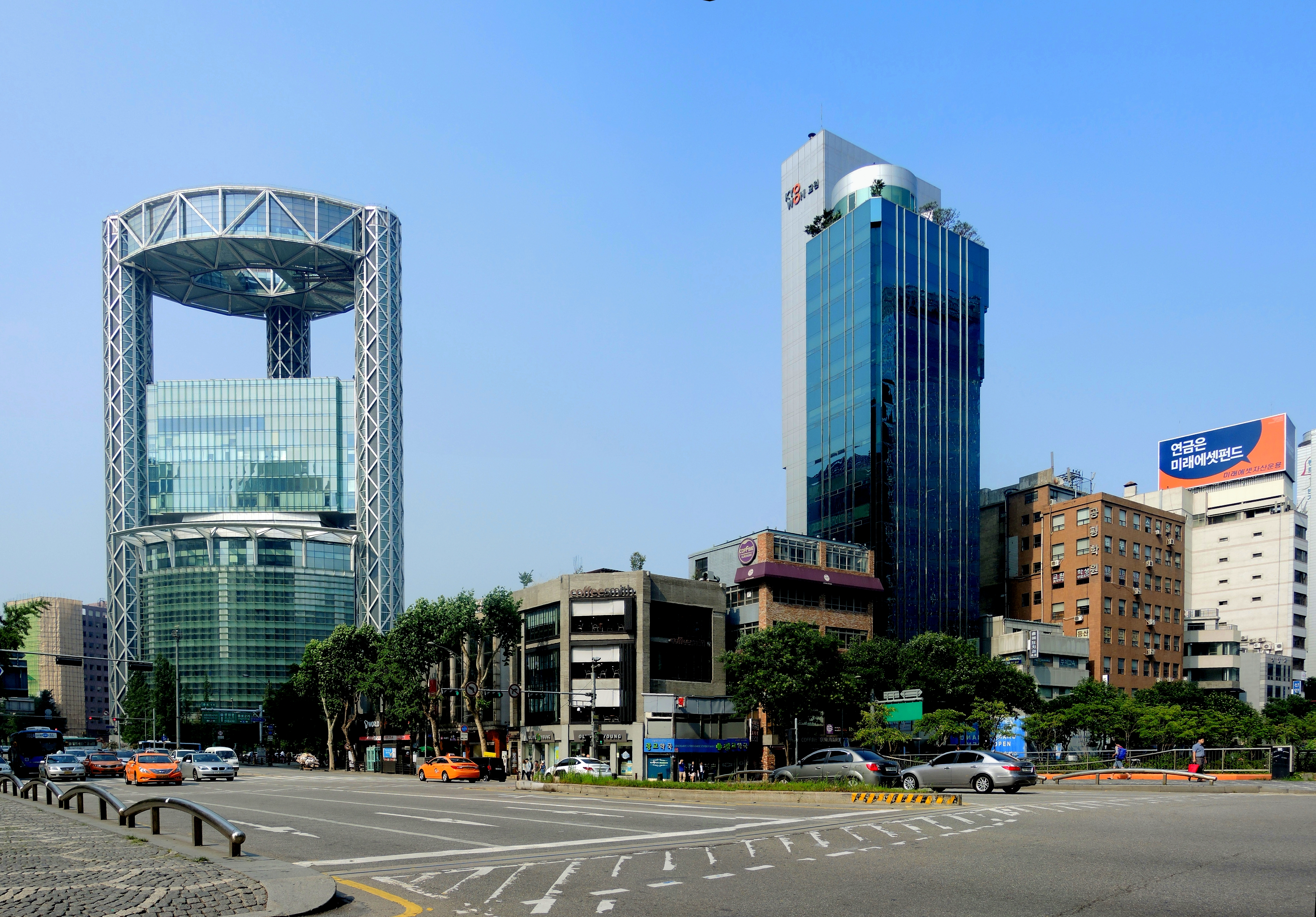
2013년 7월 11일에 광통교에서 바라본 종로타워의 모습

### 파노라마

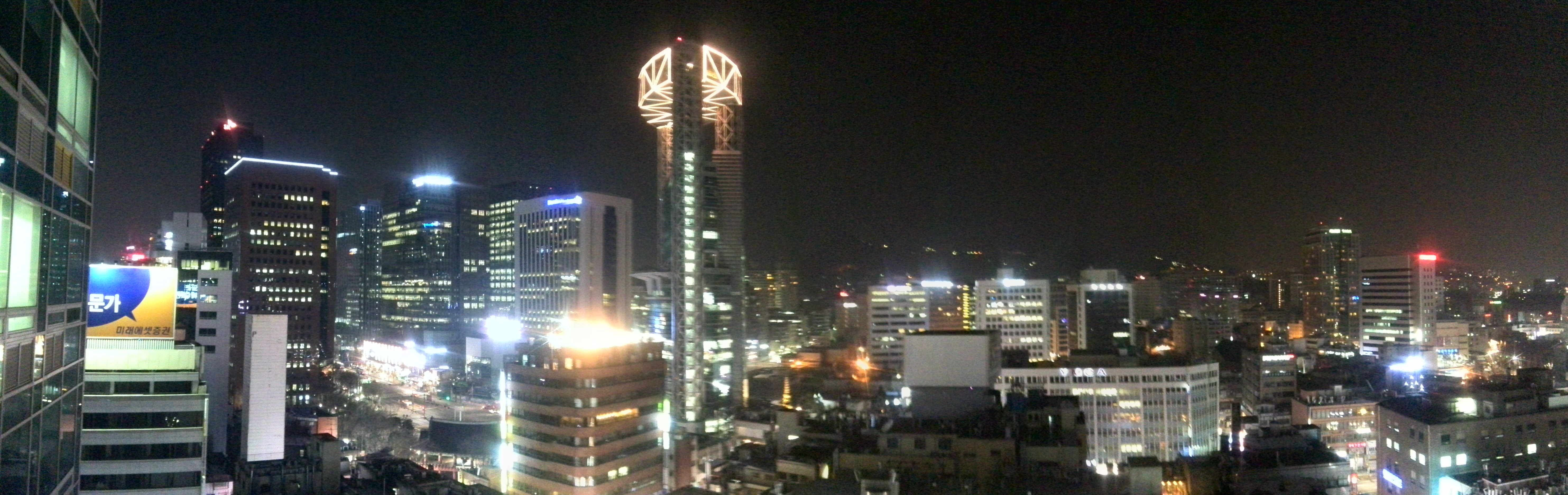

## 같이 보기
- 서울 종로구의 마천루 목록